# 랜디 러너
랜디 러너(영어: Randolph D. Lerner, 1962년 2월 21일 ~ )는 미국의 기업인이자 스포츠 재벌로 2008년 현재 보유 재산은 15억 달러이다.

## 일생과 경력
1962년 2월 21일 뉴욕 출생으로, 1984년 컬럼비아 대학교를 졸업하고 3년 뒤 컬럼비아 로스쿨을 졸업한 그는 미국 내셔널 풋볼 리그의 클리블랜드 브라운즈의 구단주가 되었으며 2006년 잉글랜드 프리미어리그의 애스턴 빌라 FC를 인수하였다. 2012년 클리블랜드 브라운즈를 매각하였는데 이때 당시 나온 말이 "랜디 러너가 아버지로부터 물려받은 미식 축구 구단 대신 본인이 좋아하는 영국 축구 구단을 선택하였다"였다. 러너는 컬럼비아 대학 재학 시절 1년가량 영국 케임브리지 대학에 교환학생으로 왔었는데 이때 영국 축구에 깊이 빠졌다고 한다.

## 같이 보기
- 애스턴 빌라 FC